# 张道口站
张道口站是一个陇海线上的铁路车站，位于江苏省连云港市海州区，建于1990年，目前为五等站，邮政编码为222023。目前不办理客、货运营业。